# Casement-Gletscher
Der Casement-Gletscher ist ein 22 km langer Gletscher im Glacier-Bay-Nationalpark in Alaska (USA).

## Geografie
Der Gletscher hat sein Nährgebiet auf 1200 m Höhe an der Südflanke der Takhinsha Mountains in den Alsek Ranges. Dort grenzt er an den Davidson-Gletscher, der jedoch nach Osten zum Lynn Canal strömt. Der im Mittel 1,8 km breite Casement-Gletscher strömt in überwiegend südsüdwestlicher Richtung und endet auf etwa 300 m. Der 13 km lange Abfluss mündet in das Adams Inlet, einer östlichen Seitenbucht des Muir Inlet.